# Bambi (1942.)
Bambi je američki animirani film iz 1942. godine, kojeg je producirao Walt Disney te režirao David Dodd Hand. Film je nastao prema istoimenom romanu austijskog pisca Felixa Saltena. Film je distribuirao RKO Radio Pictures u Sjedinjenim Državama 13. kolovoza 1942, i ovo je peti animirani film iz Disneyjevog studija. Nastavak pod nazivom Bambi II objavljen je 2006. godine.
Bambi je prvi Disneyjev klasik u kojem nema ljudskih likova, protagonisti su Bambi, bjelorepi jelen, njegovi roditelji (Veliki šumski princ i neimenovana majka), njegovi prijatelji Lupko (kunić ružičastog nosa), Cvjetić (tvor) i njegova prijateljica iz djetinjstva i buduća partnerica Felina. 
Za film je Disney uzeo slobodu mijenjanja Bambijeve vrste u iz srne u bjelorepog jelena, budući da srna ne nastanjuje Sjedinjene Američke Države, a bjelorepi jelen bio bi poznatiji lokalnoj publici. Film je dobio tri nominacije za Oscara: Najbolji zvuk (Sam Slyfield), najbolju originalnu pjesma, "Love Is a Song" (hrv. "Ljubav je pjesma") koju je otpjevao Donald Novis, na hrvatksom Krunoslav Tuma i najbolju originalnu glazbu. 
Bio je to film s najvećom zaradom 1942. Godine 2011. odabran je za čuvanje u Nacionalnom filmskom registru Kongresne knjižnice Sjedinjenih Država.
Film je u Hrvatskoj sinkroniziran od strane ATER Studia i distribuiran od strane Continental filma na dvodtrukom DVD izdanju 1. ožujka 2005. godine.

## Uloge
| Lik                          | Originalni glas                  | Hrvatski glas      |
| ---------------------------- | -------------------------------- | ------------------ |
| Bambi (dijete)               | Bobby Stewart, Donnie Dunagan    | Dan Kanceljak      |
| Bambi (tinejdžer)            | Hardie Albright, John Sutherland | Ivan Glowatzky     |
| Thumper / Lupko (dijete)     | Peter Behn                       | Matija Duda        |
| Thumper / Lupko (tinejdžer)  | Tim Davis, Sam Edwards           | Živko Anočić       |
| Bambijeva majka              | Paula Winslowe                   | Suzana Nikolić     |
| Flower / Cvjetić (dijete)    | Stan Alexander                   | Nika Poljak        |
| Flower / Cvjetić (tinejdžer) | Tim Davis, Sterling Holloway     | Sven Šestak        |
| Sova                         | Will Wright                      | Josip Bobi Marotti |
| Felina (dijete)              | Cammie King                      | Laura Puž          |
| Felina (tinejdžer)           | Ann Gillis                       | Daria Knez         |
| Lupkova mama                 | Margaret Lee                     | Barbara Rocco      |
| Veliki princ                 | Fred Shields                     | Vanja Drach        |

### Ostali hrvatski glasovi
- Mara Bajsić
- Pavlica Bajsić
- Mirela Brekalo
- Vlado Kovačić
- Nada Rocco
- Višnja Šikić
- Paula Dilberović
- Borna Ivan Masnec
- Ivana Trušček-Prenkpalaj

## Vanjske poveznice
- Bambi u internetskoj bazi filmova IMDb-a